# Verena Bentele
Verena Bentele (28 de febrero de 1982) es una deportista alemana que compitió en esquí de fondo adaptado y biatlón adaptado. Ganó 16 medallas en los Juegos Paralímpicos de Invierno entre los años 1998 y 2010.

## Palmarés internacional
| Juegos Paralímpicos | Juegos Paralímpicos      | Juegos Paralímpicos | Juegos Paralímpicos           |
| Año                 | Lugar                    | Medalla             | Prueba                        |
| ------------------- | ------------------------ | ------------------- | ----------------------------- |
| 1998                | Nagano (Japón)           | Medalla de plata    | 5 km estilo clásico B1        |
| 1998                | Nagano (Japón)           | Medalla de plata    | 5 km estilo libre B1          |
| 1998                | Nagano (Japón)           | Medalla de bronce   | 3 × 2,5 km clase abierta      |
| 2002                | Salt Lake City (EE. UU.) | Medalla de oro      | 5 km B1                       |
| 2002                | Salt Lake City (EE. UU.) | Medalla de oro      | 10 km B1-2                    |
| 2002                | Salt Lake City (EE. UU.) | Medalla de oro      | 15 km (disc. visual)          |
| 2006                | Turín (Italia)           | Medalla de oro      | 5 km (disc. visual)           |
| 2010                | Vancouver (Canadá)       | Medalla de oro      | 1 km velocidad (disc. visual) |
| 2010                | Vancouver (Canadá)       | Medalla de oro      | 5 km (disc. visual)           |
| 2010                | Vancouver (Canadá)       | Medalla de oro      | 15 km (disc. visual)          |

| Juegos Paralímpicos | Juegos Paralímpicos      | Juegos Paralímpicos | Juegos Paralímpicos             |
| Año                 | Lugar                    | Medalla             | Prueba                          |
| ------------------- | ------------------------ | ------------------- | ------------------------------- |
| 1998                | Nagano (Japón)           | Medalla de oro      | 7,5 km B1                       |
| 2002                | Salt Lake City (EE. UU.) | Medalla de oro      | 7,5 km ceguera                  |
| 2006                | Turín (Italia)           | Medalla de oro      | 7,5 km ceguera                  |
| 2006                | Turín (Italia)           | Medalla de bronce   | 12,5 km ceguera                 |
| 2010                | Vancouver (Canadá)       | Medalla de oro      | 3 km persecución (disc. visual) |
| 2010                | Vancouver (Canadá)       | Medalla de oro      | 12,5 km (disc. visual)          |